# Миштеканские языки
Миштеканские языки (Mixtecan, не следует путать с Mixtec) представляют собой ветвь ото-мангских языков, распространённых в Мексике. Они включают в себя языки трике (или трики), на котором говорят около 24 500 человек; куикатекский язык с 15.000 говорящих; и большое пространство миштекских языков, на которых в общем говорят около 511 000 человек. Связь между трике, кикатекским и миштекскими языками является открытым вопросом. Исследования Терренса Кауфмана в 1980-х годах поддерживали группировку куикатекского вместе с миштекскими языками, но, очевидно, они остаются неопубликованными.